# سيريل فاريل
سيريل فاريل (بالإنجليزية: Cyril Farrell)‏ هو لاعب قذف أيرلندي، ولد في 1 أغسطس 1950 في غالواي في جمهورية أيرلندا.